# 鐘閣駅
鐘閣駅（チョンガクえき）は、大韓民国ソウル特別市鐘路区鐘路1街にある、ソウル交通公社1号線の駅である。駅番号は131。駅名の由来は近くにある普信閣。

## 歴史
- 1974年8月15日 - ソウル特別市地下鉄建設本部1号線（当時）の駅として開業。
- 2005年1月1日 - ソウル特別市地下鉄公社がソウルメトロに改称。
- 2017年5月31日 - ソウルメトロとソウル特別市都市鉄道公社が統合され、ソウル交通公社の駅となる。

## 駅構造
当駅は鐘路の真下を東西に延びている地下駅である。　
ホームは地下2階にある。相対式2面2線を有しており、フルスクリーンタイプのホームドアが設置されている。改札階は地下1階で、改札口は東側と中程と西側の3か所あり、うち東側と中程の改札口は上下ホーム別々に設置されている。改札階の東側で地下商店街と繋がる。
化粧室は改札外に1か所ある。出口は1番から6番までと3-1番の計7か所ある。

### のりば
- のりばの番号は存在しない。

| ホーム | 路線  | 行先                                         |
| ------ | ----- | -------------------------------------------- |
| 上り   | 1号線 | 清凉里・倉洞・議政府・東豆川・逍遥山方面     |
| 下り   | 1号線 | ソウル駅・九老・仁川・西東灘・天安・新昌方面 |

## 利用状況
近年の一日平均利用人員推移は下記のとおり。なお、2000年は開業日の8月7日から12月31日までの147日間の平均である。
| 路線  | 路線     | 2000年  | 2001年  | 2002年  | 2003年  | 2004年  | 2005年  | 2006年  | 2007年  | 2008年  | 2009年 | 出典  |
| ----- | -------- | ------- | ------- | ------- | ------- | ------- | ------- | ------- | ------- | ------- | ------ | ----- |
| 1号線 | 乗車人員 | 55,231  | 56,135  | 55,369  | 51,824  | 53,093  | 52,412  | 52,145  | 52,333  | 51,885  | 50,386 | [ 1 ] |
| 1号線 | 降車人員 | 56,539  | 57,447  | 56,273  | 53,342  | 53,072  | 51,840  | 51,156  | 51,151  | 50,065  | 49,186 | [ 1 ] |
| 1号線 | 乗降人員 | 111,770 | 113,582 | 111,643 | 105,166 | 106,165 | 104,252 | 103,301 | 103,484 | 101,949 | 99,572 | [ 1 ] |
| 路線  | 路線     | 2010年  | 2011年  | 2012年  | 2013年  | 2014年  | 2015年  | 2016年  | 2017年  | 2018年  | 出典   |       |
| 1号線 | 乗車人員 | 49,443  | 48,989  | 47,944  | 47,215  | 49,018  | 46,571  | 47,093  | 45,507  | 43,754  | [ 1 ]  |       |
| 1号線 | 降車人員 | 47,742  | 47,030  | 45,272  | 44,997  | 46,680  | 44,287  | 44,608  | 42,956  | 41,616  | [ 1 ]  |       |
| 1号線 | 乗降人員 | 97,185  | 96,019  | 93,216  | 92,212  | 95,698  | 90,857  | 91,701  | 88,463  | 85,370  | [ 1 ]  |       |

## 駅周辺
- 公平洞
- 貫鉄洞
- 広橋
- 光化門
- 光化門駅
- 光化門郵便局
- 国税庁
- 武橋洞
- アメリカ大使館
- 普信閣（朝鮮語版）
- 瑞麟洞
- ソウルキリスト教青年会（YMCA）
- ソウル市消防防災本部
- 安国洞
- 預金保険公社

- 外交通商部 旅券・移住・領事課
- 仁寺洞
- 曹渓寺
- 鐘路区庁
- 鐘路消防署
- 鐘路タワー
- 韓国観光公社
- 韓国信用銀行
- 永豊文庫 本店
- BANDI&LUNI'S 鐘路店
- YMCA観光ホテル
- ファミリーマート 鐘閣駅店
- SC第一銀行 本店
- ハナツアー本社（ハナツアージャパンの親会社）
- 楽園商街（朝鮮語版）
- がってん寿司鐘路店

## その他
- 毎年12月31日に普信閣で除夜の鐘をつく行事があり、多くの人が当駅に殺到することによる事故の危険性が懸念され、その日の特定の時間帯は全ての列車が通過するようにしている。

## 隣の駅
ソウル交通公社　
 1号線　
鐘路3街駅 (130) - 鐘閣駅 (131) - 市庁駅 (132)　